# Дом И. А. Гагарина
Дом И. А. Гага́рина (также известен как Дом Дворцового ведомства) — здание-достопримечательность в Москве. Категория федерального значения.
Адрес: Центральный административный округ, Зубовский бульвар, дом 27, строение 1. Район Хамовники.
Охраняется как объект культурного наследия.

## История
Дом Дворцового ведомства построен в 1817 году. В 1837 году здание перестроено. С 1820 года по 1830 год здесь жили князь и сенатор И. А. Гагарин, имевший большой авторитет в литературных кругах, и его возлюбленная, а затем жена актриса Екатерина Семёновна Семёнова, выступавшая в Александринском театре. В 1860-х годах здесь проживал А. Н. Муравьёв, декабрист который вернулся из ссылки, возникшей в результате конфликта с Шереметевым.

## Архитектура
Здание выдержано в стиле ампир. В доме два этажа. Во фронтальной части находится пятиосевой мезонин. Особо выделяется украшенный лепниной портик, который относится к типу Дорический ордер, держащийся на 6 колоннах на первом этаже. Стены нижнего этажа рустованы.

## Известные гости
В 1826 году поэт А. С. Пушкин навестил Е. С. Семёнову. Её он указал в романе «Евгений Онегин»:
Там Озеров невольны дани
Народных слёз, рукоплесканий
С младой Семёновой делил;
Там наш Катенин воскресил
Корнеля гений величавый;
Когда Семёнова ушла на время со сцены, то Пушкин посвятил ей строки:
Ужель умолк волшебный глас
Семёновой, сей чудной музы?...